# Турпаев, Тигран Мелькумович
Тигран Мелькумович Турпаев (20 октября 1918 года, Астрахань — 26 октября 2003 года, Москва) — советский и российский физиолог, специалист по механизмам нервной регуляции, академик РАН (1992), член-корреспондент АН СССР (1972).

## Биография
Сын профессора Московского технического института рыбной промышленности и хозяйства М. И. Турпаева, переехавшего в Москву в 1929 году; зять В. В. Шулейкина.

В 1936 году окончил среднюю школу в Москве и поступил на биологический факультет МГУ. Учился на кафедре физиологии человека и животных, возглавляемой профессором И. Л. Каном. 

С конца июня 1941, сразу же после получения диплома с отличием МГУ — в действующей армии, офицер мотоциклетного разведывательного батальона 1-й гвардейской танковой армии, в 1945 году вступил в КПСС. 

В 1946 демобилизовался и поступил в аспирантуру к Х. С. Коштоянцу, в лабораторию общей и сравнительной физиологии Института эволюции морфологии (с 1948 — Институт морфологии животных, ИМЖ) имени А. Н. Северцова АН СССР, где в дальнейшем проработал более чем полвека, руководя лабораторией с 1961 года до конца жизни. 

В 1951 году — защитил кандидатскую диссертацию, в 1961 — докторскую.

В 1967 году институт разделили на два: Институт эволюционной морфологии и экологии животных имени А. Н. Северцова и Институт биологии развития (в дальнейшем — имени Н. К. Кольцова), перешел во второй, где работал заместителем директора по научной работе (1967—1975), член-корреспондент АН (1972), директор института (1975—88), советник АН (1988—2003).

Также работал заместителем академика-секретаря Отделения физиологии АН СССР (1976—2002), заместителем председателя биологической секции Комитета по Ленинской и Государственным премиям в области науки и техники при Совете Министров СССР (1979—89). 

С 1970 по 2000 годы организовывал конференции «Физиология и биохимия медиаторных процессов», посвященных памяти Х. С. Коштоянца.

Заведующий редакцией биологии издательства «Мир» (1977—88).

Умер 26 октября 2003 года в Москве. Похоронен на Армянском кладбище.
С 2004 года Институт биологии развития ежегодно в проводит Турпаевские чтения.

## Научная деятельность
Вел исследования в области биологии развития, общей и эволюционной биологии и физиологии. 

Научные труды посвящены изучению механизмов действия нейротрансмиттеров на различных этапах индивидуального и эволюционного развития организмов. Доказал, что действие медиатора нервной системы — ацетилхолина — опосредовано белковыми молекулами. 

Выступал популяризатором достижений советских ученых за рубежом. В 1987 году инициировал создание и редактировал серию научных обзоров на английском языке («Soviet/Russian Scientific Reviews: Physiology and General Biology»), которые посвящены широкому кругу актуальным проблемам физиологии и общей биологии. 

С 1987 по 1997 под его редакцией в издательствах «Harwood Academic Publ.» (Англия) и «Gordon and Breach» (США) были выпущены 13 томов уникального издания, включающего 27 тематических сборников и монографий. 

Под его руководством защитили кандидатские и докторские диссертации многие известные ученые (Г. А. Бузников, Б. Н. Манухин, Д. А. Сахаров и др.).

## Награды[1]
- Орден Красной Звезды (1945)
- Орден Трудового Красного Знамени (1975)
- Орден Отечественной войны (II ст. — 1985, I ст. — 1989)
- Орден Октябрьской Революции (1988)
- Орден «За заслуги перед Отечеством» (IV ст. — 1999)
- Медаль «За боевые заслуги» (1945)
- Медаль «За оборону Москвы» (1945)
- Медаль «За освобождение Варшавы» (1945)
- Медаль «За взятие Берлина» (1945)
- Медаль «Ветеран труда» (1985)

## Сочинения
- Медиаторная функция ацетилхолина и природа холинорецептора. М., 1962
- Биохимический механизм саморегуляции холинергического медиаторного процесса // Успехи физиологических наук. 1974. Т. 5. № 1 (в соавт.)
- Внутриклеточные функции нейротрансмиттеров: Фило- и онтогенетические аспекты // Журнал эволюционной биохимии и физиологии. 1987. Т. 23. № 4 (в соавт.)
- Внезародышевая двигательная активность в эмбриогенезе высших позвоночных животных // Российский физиологический журнал. 1998. Т. 84. № 10 (в соавт.)
- Role of sulphydryl groups in the action of acetylcholine and inhibition of the vagus nerve // Nature. 1946. Vol. 1958. № 4023 (в соавт.).